# سيمون تشو
سيمون تشو (بالإنجليزية: Simon Cho)‏ هو متزلج على مسار قصير أمريكي، ولد في 7 أكتوبر 1991 في سول في كوريا الجنوبية.

## وصلات خارجية
- سيمون تشو على موقع اللجنة الأولمبية الدولية (الإنجليزية)
- سيمون تشو على موقع أوليمبيديا (الإنجليزية)
- سيمون تشو على موقع اللجنة الأولمبية والبارالمبية الأمريكية (الإنجليزية)